# Аскаридоз
Аскаридо́з (лат. Ascariasis) — поширена хвороба з групи гельмінтозів, яку спричинює паразитування в організмі людини аскариди людської (Ascaris lumbricoides). Також цю хворобу визначають як антропонозний геогельмінтоз, який характеризується в ранній фазі розвитком алергічних проявів, у пізній стадії — порушенням функції травної системи. Через велику значимість у людській патології назву «аскаридоз» відносять виключно для нозологічної форми хвороби людини.
Паразитування інших видів аскарид з родини Ascarididae у людей не виявили, але часто таке відбувається у різних тварин. Виникаючі внаслідок такого паразитування хвороби — аскаридози тварин, відносять до зоонозів.

## Історичні відомості
Яйця аскарид виявили в людських копролітах давністю 2277 років до н. е. в Перу, приблизно від 1660 до 1420 років до н. е. у Бразилії. Людських аскарид знайшли в єгипетській мумії, вік якої між 1938—1600 роками до н. е., і в Китаю в мумії часів династії Мін, між 1368—1644 роками н. е.
Термін «аскарида» ввів Гіппократ. Перший детальний опис характеристик гельмінта зробив англійський лікар Е. Тайсон у 1683 році. Сучасну назву гельмінту дав Карл Лінней у 1758 році. Зараження аскаридозом внаслідок заковтування яєць аскариди продемонстрував у 1862 році французький лікар Казимир Давайн. Життєвий цикл аскариди встановив у дослідженнях по самозараженню японський педіатр Ш. Коіно в 1922 році.

## Актуальність
Аскаридоз поширений у всіх кліматичних зонах земної кулі, за винятком районів вічної мерзлоти, високогір'я і пустель. Хворіє на цю інвазію в світі 1,22 мільярда людей, більше 600 тисяч помирає, переважно дітей. Ця інвазія є найпоширенішим геогельмінтозом серед населення України, у сільській місцевості захворюваність вища за таку в містах. В Україні найменшу ураженість населення аскаридозом виявили в південній сухій степовій зоні, найбільшу — у північній вологій лісовій зоні.

## Етіологія

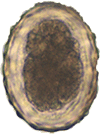
Фертильне (запліднене) яйце людської аскариди.

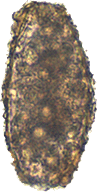
Нефертильне (незапліднене) яйце людської аскариди.

Збудник аскаридозу Ascaris lumbricoides належить до роду Ascaris, родини Ascarididae, ряду Ascaridida, типу Nematoda. Назва збудника лат. Ascaris lumbricoides означає дослівно «черв'як хробакоподібний». Людська аскарида є одним з 4-х гельмінтів, які паразитують у людей в Україні, що можуть бути помічена самим зараженим. Дорослі аскариди мають веретеноподібну форму. Живі аскариди або ті, які тільки виділилися з кишки, червонувато-жовті, після загибелі стають білуватими. Самець помітно менше, ніж самиця, він завдовжки 15-25 см, завтовшки 2-4 мм, задній кінець тіла загнутий гачком на черевний бік. Цим гачком самець охоплює самицю під час копуляції. Самиця має пряме тіло завдовжки 25-40 см і завтовшки вона 3-6 мм, хвостовий кінець загострений у вигляді конуса. Рот аскарид облямований 3-ма губами із зубцями по краях, тіло покрите твердим шкірно-м'язовим мішком. Одна зріла самиця здатна відкласти за добу до 245 тисяч яєць, причому відкладати вона може як запліднені, так і незапліднені яйця. Незапліднені яйця не здатні спричинити інвазію. Тривалість життя дорослої аскариди становить близько одного року.
Детальніші відомості з цієї теми ви можете знайти в статті Аскарида людська.

## Епідеміологічні особливості аскаридозу

### Джерело та резервуар інвазії
Джерелом інфекції є людина, у якої вже відбулась міграція личинок аскариди і розвинулися статевозрілі дорослі особини. Виділені з фекаліями яйця гельмінта у хворих повинні досягти інвазивності, розвиваючись у ґрунті, тому безпосередньо заражені не є контагіозними для здорових людей. Дозрівання яєць відбувається тільки при сприятливій температурі, вологості і достатній аерації. При температурі на поверхні ґрунту 13-30°С личинка дозріває всередині яйця протягом 9-42 днів, при оптимальній температурі 24-30°С тривалість визрівання становить 16-18 днів. При температурі нижче 12°С розвитку не відбувається, але життєздатність яєць і личинок, що почали розвиватися, зберігається, тому в деяких районах процес визрівання може тривати не один, а два теплих сезони. Таким чином, резервуаром інвазії можна вважати ґрунт. Яйця аскарид можуть зберігати життєздатність у ґрунті до 24 місяців.

### Механізм і фактори (шляхи) передачі

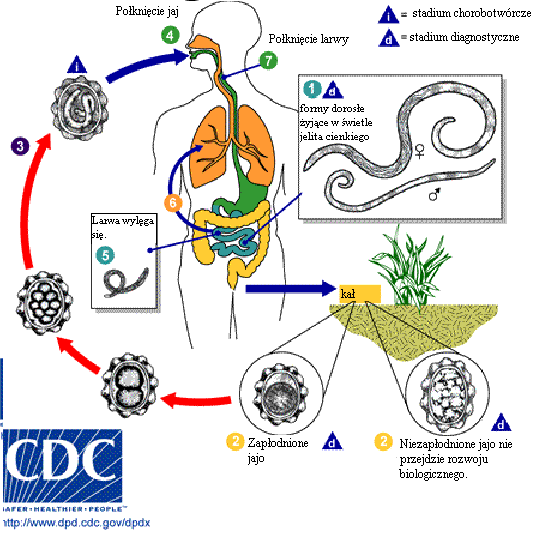
Життєвий цикл аскариди людської.

Механізм передачі інфекції — фекально-оральний, шляхи передачі — контактно-побутовий, аліментарний, водний. Зараження відбувається тільки при проковтуванні зрілих яєць. Факторами передачі є переважно овочі та ягоди, на поверхні яких є частинки ґрунту, а також вода і забруднені руки. Під час ігор дітей на присадибній ділянці, ігрових майданчиках, пісочницях, при роботі на городі, на квітнику руки забруднюються землею, яка містить яйця аскарид, що також призводить до зараження через будь-яку їжу, яку беруть брудними руками.

### Сприйнятливий контингент та імунітет
Інфікування аскаридозом може відбуватися протягом року, але в зоні помірного клімату переважно восени, коли дозрівають фрукти, деякі ягоди, овочеві культури. Враховуючи наявність тепличних господарств, а також зберігання овочів у льохах, зараження можливе й взимку. Формуванню та зберіганню осередків аскаридозу в сільській місцевості сприяє характер занять населення (вирощування городини, полуничні плантації) та звичай застосовувати як добриво для городів не знешкоджені фекалії. У зв'язку з особливостями розвитку аскарид в організмі людини найбільш високу інвазійність статевозрілими гельмінтами виявляють в зимовий період. Найчастіше аскаридозом заражаються діти (показник захворюваності дітей у 3,5 разів вищий, ніж у дорослих), працівники очисних споруд, люди, які займаються городництвом, вирощуванням полуниці, землекопи, тощо. При повторних зараженнях патоморфологічні зміни менш виражені, що свідчить про наявність імунітету при аскаридозі, який взагалі то зберігається після спонтанного одужання або дегельмінтизації протягом 6-12 місяців. У великих осередках аскаридозу у людей часто формується триваліший імунітет до суперінвазії (нове зараження тим же збудником на тлі хвороби, що ще не закінчилась) й реінвазії (повторного зараження тим же збудником, коли попереднє захворювання вже закінчилось), що пояснює абортивний перебіг такого роду зараження у частини хворих.

## Патогенез
Зі зрілих (запліднених) яєць, які проковтує людина, у тонкій кишці виходять личинки, укорінюються в стінку кишки і проникають до кровоносних капілярів, потім з плином крові (гематогенно) мігрують у печінку і легені. У легенях личинки активно виходять у просвіт альвеол і бронхіол, просуваються по дрібним і великим бронхам за допомогою вій респіраторного циліндричного багаторядного епітелію до ротоглотки, де заковтуються з харкотинням у травну систему. Період міграції триває близько 2 тижнів. Потрапляючи в кишку повторно, личинки протягом 70-75 діб досягають статевої зрілості.
У період міграції личинок симптоматика захворювання обумовлена, в основному, алергічними проявами, які виникають у відповідь на сенсибілізацію продуктами їхнього обміну і розпаду. У стінці кишки, легенях утворюються еозинофільні інфільтрати. Активна міграція личинок зумовлює прояви за рахунок їх механічного впливу. Крововиливи в легені і кровохаркання з'являються після розривів капілярів, які виникають у місцях перфорації їх личинками. Крім кишки, печінки та легенів личинок аскарид іноді знаходили в головному мозку, очах та інших органах. Зрештою навіть за такої викривленої міграції личинки все одно повертаються за плином крові до легень, а потім відповідно традиційним шляхом потрапляють до кишки.
Токсико-алергічні реакції також виникають під час локалізації дорослих аскарид у кишці. Там аскариди не прикріплюються, а утримуються, впираючись своїми кінцями в стінку кишки, вони дуже мобільні, можуть спускатися і підніматися по ходу кишки, проникати в шлунок, а далі крізь стравохід і глотку в дихальні шляхи і, навіть, лобові пазухи. Дорослі гельмінти можуть травмувати своїми гострими кінцями стінку кишки, а скупчення аскарид іноді стають причиною механічної кишкової непрохідності. Подразнення нервових закінчень, токсичний вплив на них продуктів життєдіяльності гельмінтів часом може стати причиною динамічної спастичної непрохідності кишки. При міграції аскарид в інші органи створюються умови для приєднання бактеріальної інфекції з розвитком ускладнень гнійного характеру (абсцеси печінки, холангіт, панкреатит тощо). Аскариди здатні іноді самостійно активно виповзати з рота, пасивно викидатися під час блювання за наявності фонового харчового отруєння, теплового та сонячного удару, панкреатиту, тощо. Рідко аскариди (переважно померлі за природних причин), можуть виділятися пасивно з випорожненнями, і тоді їхні рештки помічають пацієнти.

## Клінічні ознаки
У МКХ-10 виділяють:
- «Аскаридоз з кишковими ускладненнями» (В77.0),
- «Аскаридоз з іншими ускладненнями» (В77.8),
- «Аскаридоз не уточнений» (В77.9).

Клінічні прояви аскаридозу залежать від інтенсивності інвазії та локалізації паразитів. У клінічному перебігу аскаридозу виділяють дві фази:
1. ранню (міграційну, гостру), яка зумовлена міграцією личинок;
2. пізню (кишкову), яку спричинює паразитування гельмінтів у кишці та ускладнення.

### Рання фаза
При малій інтенсивності інвазії рання фаза аскаридозу має субклінічний або безсимптомний перебіг. Інкубаційний період при клінічно вираженій формі короткий, 1-2 дні. На 2-3-й день після зараження з'являються нездужання, слабкість, субфебрилітет (але можливо підвищення температури тіла до фебрильних цифр, з ознобом), уртикарна екзантема, біль у животі, нудота, блювання, неяскраві розлади випорожнень. З'являється сухий або з незначною кількістю слизового, кров'янистого мокротиння кашель. У легенях виявляють аускультативно сухі та вологі хрипи, укорочення перкуторного звуку, що свідчить про розвиток еозинофільних інфільтратів, в ряді випадків спостерігають розвиток пневмонії, плевропневмонії. При масивному зараженні може також розвиватися гранулематозний гепатит з гепатоспленомегалією , порушенням пігментного обміну з появою збільшеного вмісту білірубіну в крові та лабораторними ознаками цитолізу, а також міокардіодистрофії. У дітей раннього віку масивна інвазія аскаридами за відсутності адекватної терапії може призвести до смерті.

### Пізня фаза
Пізня (кишкова) фаза аскаридозу пов'язана з перебуванням гельмінтів у кишці. Іноді вона має субклінічний перебіг. Значно частіше хворі відзначають зміну апетиту, зазвичай зниження його, нудоту, блювання, переймоподібний біль у животі (в епігастрії, коло пупка або в правій здухвинній ділянці). У деяких хворих буває діарея, в інших — запори або їх чергування з проносами. Відзначають іноді нічне скреготіння зубами, гіперсалівацію (збільшене виділення слини). З боку центральної нервової системи (ЦНС) при аскаридозі звичайні головний біль, запаморочення, підвищена стомлюваність, зниження розумової концентрації та уваги. Спостерігають неспокійний сон, нічні страхіття, істеричні напади, епілептиформні судоми, менінгізм. При масивній інвазії у дітей раннього віку відзначають блідість шкіри, слизових оболонок, зниження маси тіла, затримку фізичного розвитку. У результаті порушення засвоєння вітаміну А розвиваються розлади зору.

## Ускладнення
Непрохідність кишки (механічна і спастична) клубком аскарид, прорив кишкової стінки з розвитком перитоніту, апендицит, холангіт, гепатит, холестатична жовтяниця (через заповзання у жовчні протоки), панкреатит, якщо приєднується бактеріальна інфекція, то гнійний холангіт, абсцеси печінки, гнійний плеврит, сепсис, абсцеси черевної порожнини. У деяких випадках аскариди, якщо вони піднімаються по травному тракту, досягають глотки і проникають у дихальні шляхи, що стає причиною асфіксії. У рідкісних випадках аскарид виявляють у сечостатевих шляхах, носо-сльозовому каналі, євстахієвій трубі, середньому вусі, Зовнішній слуховий прохід|зовнішньому слуховому проході, навколонирковій клітковині. Інвазія аскаридами обтяжує перебіг інших інфекційних і соматичних захворювань, порушує імуногенез при інфекційних захворюваннях і після вакцинації.

## Діагностика

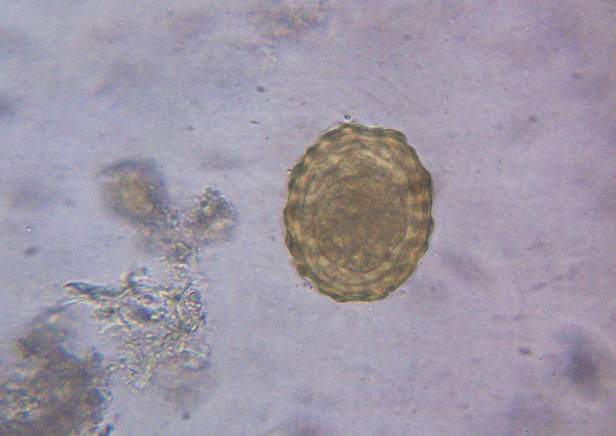
Запліднене патогенне яйце людської аскариди у мазку фекалій.

### Загальнолабораторна діагностика
У загальному аналізі крові в ранній фазі кількість лейкоцитів звичайно в нормі, і лише іноді спостерігають помірний лейкоцитоз. Характерна невелика еозинофілія, яка може досягати у деяких хворих 60-80 %. Вона з'являється, як правило, одночасно з інфільтратами в легенях. ШОЕ звичайно в нормі, підвищення її буває рідко. У пізній стадії можлива помірна анемія, а от еозинофілія може навіть зникати.

### Інструментальна діагностика
При рентгенологічному дослідженні легень в ранній фазі відзначають наявність округлих, овальних, зірчастих, фестончатих, багатокутних затемнень (інфільтратів). Вони можуть бути як поодинокими, так і множинними, виявляють їх в одній долі або по всій легені. Контури їх нерівні, розпливчасті. При наявності супутнього ателектазу вони стають рівними. Еозинофільні інфільтрати виявляють протягом 2-3 тижнів, в окремих хворих, зникнувши, вони з'являються знову через деякий час, зберігаючись місяцями.

### Специфічна діагностика
Ґрунтується, в основному, на паразитологічному методі дослідження фекалій. У ранній фазі можна іноді виявити личинки аскарид у мокротинні. У пізній фазі захворювання основним методом діагностики є мікроскопічне дослідження випорожнень на яйця аскарид. Якщо інвазія тяжка та виразна, то можна досить легко знайти яйця і при дослідженні звичайного мазка. В інших випадках допомагають дослідження мазка по Като, методи збагачення (Фюллеборна, Калантарян, з детергентами тощо). Треба пам'ятати що іноді копуляція може припинитися, і тоді навіть за наявності гельмінтів у кишці, яйця у фекаліях відсутні. Тому рекомендують за негативного результату повторити через 1-2 тижні овоскопічне дослідження екскрементів. Якщо яйця виявляють в дуоденальному вмісті, то це може свідчити про наявність паразитів у жовчних і панкреатичних протоках.

## Лікування

### Загальні положення
Інвазовані аскаридами підлягають обов'язковому лікуванню. Його у дітей з масивною інвазією краще проводити в умовах клініки або денного стаціонару.

### Етіотропна терапія
Для дегельмінтизації при аскаридозі можна застосовувати зареєстровані в Україні на 2016 рік препарати — мебендазол, альбендазол, пірантел, піперазину адипінат, левамізол. Більшість препаратів, які застосовують для лікування аскаридозу, ефективні тільки відносно статевозрілої стадії цього гельмінту, та не впливають на личинок. Спеціальної підготовки і дієти не потрібно, всі препарати призначаються перорально.
На сьогодні рекомендують починати лікування аскаридозу з мебендазола та альбендазола. Мебендазол призначають по 0,1 г 2 рази на день через 1 годину після прийому їжі, 2 дні поспіль. Альбендазол ефективний щодо всіх стадій розвитку гельмінтів. Його застосовують по 0,4 г на добу одноразово або в 2 прийоми після вживання їжі. При інтенсивній інвазії — 2-3 дні поспіль. За відсутності ефекту лікування альбендазолом можна повторити його прийом через 3 тижні.
Піперазину адипінат застосовують по 1,0-2,0 г 2 рази на день з інтервалом між прийомами 1,5-2 години, 2 дні поспіль. При запорах через 3 години після прийому піперазину призначають проносне. Левамізол використовують по 0,15 г одноразово через 1 годину після прийому їжі, бажано після легкої вечері. Пірантел приймають по 0,01 г/кг маси тіла під час або після вживання їжі одноразово чи поділивши дозу на 3 прийоми. При інтенсивній інвазії — 2-3 дні поспіль.

### Контроль ефективності проведеного лікування
Аскариди, що загинули внаслідок дії препаратів, не виділяються з випорожненнями, а перетравлюються всередині кишок. Тому, на відміну від контролю лікування при теніозі чи теніаринхозі, коли гельмінт виділяється з кишки, при аскаридозі контроль лікування проводять через 3 тижні після прийому останньої дози будь-якого з вищеназваних препаратів, трикратним мікроскопічним дослідженням випорожнень з інтервалом в 2-3 дні.

### Патогенетична терапія
Застосовують й патогенетичні засоби (ферментні препарати, полівітаміни). З метою попередження посилення алергічних проявів обов'язковим є призначення антигістамінних препаратів. При анемії використовують препарати заліза.

## Профілактика
Велике значення має санітарний благоустрій населених місць. Застосування добрива для ґрунту допустимо тільки компостованими фекаліями. Попередження інвазії аскаридами досягають розвитком у дітей гігієнічних навичок, вживанням в їжу тільки ретельно вимитих фруктів і овочів, знезараженої води.

## Аскаридози у тварин
Детальніші відомості з цієї теми ви можете знайти в статті Аскаридози тварин.